# Absolventenabzeichen (MfS)

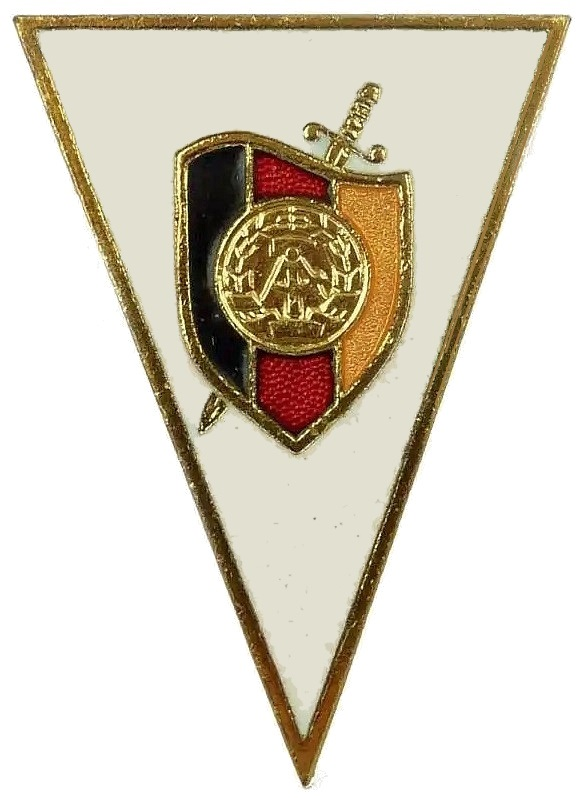
Absolventenabzeichen des MfS (weiße Ausführung für Absolventen der Hochschule des MfS)

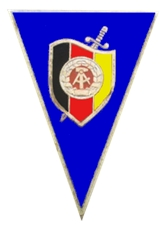
Absolventenabzeichen des MfS (blaue Ausführung für Absolventen anderer Hochschulen).

Das Absolventenabzeichen des Ministeriums für Staatssicherheit war ein Abzeichen des Ministeriums für Staatssicherheit (MfS) in der Deutschen Demokratischen Republik, das an Hochschulabsolventen verliehen wurde.

## Aussehen
Das Abzeichen hat die Form eines auf der Spitze stehenden gleichschenkligen Dreiecks mit silbernen Rand, dessen Höhe 41 mm und dessen Breite 31 mm beträgt und blau oder weiß emailliert, später lackiert, ausgelegt ist. Es zeigt in seiner oberen Hälfte das Symbol des MfS. Dieses farbig gestaltete Symbol zeigt die Flagge der DDR in Schildform sowie das dahinter liegende nach unten rechts gerichtete Schwert. Zusammen bilden sie das Symbol Schwert und Schild der Partei. 

## Trageweise
Das Absolventenabzeichen wurde bis 1983 oberhalb und mittig der rechten Brusttasche getragen und zwar neben oder unter bereits verliehenen staatlichen Auszeichnungen. 1983 wurde die Trageweise des Absolventenabzeichens dahingehend geändert, dass das Abzeichen nun über allen anderen staatlichen Auszeichnungen oberhalb der rechten Brusttasche der Uniform zu tragen war, um den hohen Stellenwert des Abzeichens zu verdeutlichen.

## Versionen
Das Absolventenabzeichen des MfS existierte in zwei Versionen:
- Als weiße Ausführung für Absolventen der Hochschule des MfS
- Als blaue Ausführung für Absolventen anderer Hochschulen